# Edgewood (Texas)
Edgewood es un pueblo situado en el condado de Van Zandt, Texas, Estados Unidos. Tiene una población estimada, a mediados de 2023, de 1722 habitantes.

## Geografía
La localidad está ubicada en las coordenadas 32°41′27″N 95°52′56″O / 32.69083, -95.88222. Según la Oficina del Censo, tiene una superficie total de 3.78 km², de los cuales 3.73 km² corresponden a tierra firme y 0.05 km² están cubiertos de agua.

## Demografía
Según el censo de 2020, en ese momento la localidad tenía una población de 1530 habitantes. La densidad de población era de 410.19 hab./km².
| Raza                   | Núm. | Porc.   |
| ---------------------- | ---- | ------- |
| Blancos                | 1243 | 81.24%  |
| Afroamericanos         | 109  | 7.12%   |
| Asiáticos              | 7    | 0.46%   |
| Amerindios             | 15   | 0.98%   |
| Isleños del Pacífico   | 1    | 0.07%   |
| De otras razas         | 48   | 3.14%   |
| De una mezcla de razas | 107  | 6.99%   |
| Total                  | 1530 | 100.00% |

Del total de la población, el 12.03% eran hispanos o latinos de cualquier raza.